# Yêu tinh (phim truyền hình)
Yêu Tinh (Tiếng Hàn: 도깨비; Romaja quốc ngữ: Dokkaebi; Tiếng Anh: Goblin) là một bộ phim truyền hình Hàn Quốc với sự tham gia của Gong Yoo, Lee Dong-wook, Kim Go-eun, Yoo In-na và Yook Sung-jae. Được phát sóng trên kênh truyền hình tvN vào 20h (KST) mỗi thứ Sáu và thứ Bảy, bắt đầu từ ngày 2 tháng 12 năm 2016, kết thúc vào ngày 21 tháng 1 năm 2017.
Bộ phim là một thành công lớn, thu hút được nhiều sự chú ý. Tập cuối ghi nhận mức rating 18.680%, giúp Goblin trở thành bộ phim có tỉ lệ người xem cao thứ tư trong lịch sử truyền hình đài cáp.

## Tóm tắt
Kim Shin (Gong Yoo) là một tướng quân tài ba sống ở thời Cao Ly, được tiên đế giao nhiệm vụ bảo vệ đất nước và vị vua trẻ Wang Yeo (Lee Dong-wook) sắp lên ngôi, đồng thời gả em gái Kim Sun (Yoo In-na) của mình cho Wang Yeo để làm hoàng hậu. Park Joong Heon là một tên gian thần, đã lập mưu giết hại tiên đế cũng như những hoàng thân quốc thích của Wang Yeo để đưa Wang Yeo lên làm vua khi còn rất nhỏ. Hắn cũng là thầy đã dạy dỗ nhà vua, tự xem mình là cha của vua với mưu đồ nắm quyền và biến vua thành bù nhìn dưới sự điều khiển của hắn.
Anh em Kim Shin là mối lo của Park Joong Heon nên hắn đã tạo nên sự đố kị trong lòng vị vua trẻ tuổi với Kim Shin, khiến vua ra lệnh đâm chết Kim Shin bằng chính thanh kiếm Kim Shin đã dùng để đánh giặc giữ nước và bắn tên giết chết hoàng hậu của mình. Sự cầu xin của dân chúng trước cái chết bi thảm của tướng quân Kim Shin đã lay động đến thánh thần. Nhiều năm sau, Kim Shin được sống lại và trở thành một dokkaebi (yêu tinh). Tuy nhiên, lúc làm tướng quân đánh giặc, thanh kiếm của Kim Shin đã nhuốm máu quá nhiều người - những hậu duệ của thánh thần tạo ra. Vì thế cuộc sống bất tử của Yêu Tinh vừa là một phần thưởng, vừa là một hình phạt khi anh không thể quên được bất kỳ cái chết nào của người thân. Chỉ có cô dâu của Yêu Tinh mới có thể rút thanh kiếm, khi đó, Yêu Tinh sẽ được yên nghỉ và trở về với cát bụi.
Khi được sống lại, Yêu Tinh đã trở về trả thù và giết chết Park Joong Heon, tuy nhiên vị vua đã vừa băng hà. Yêu Tinh đã lấy một bức họa hoàng hậu mà vua đã vẽ và luôn cất giữ cẩn thận.
Yêu tinh gặp lại một người hầu trước đây của mình (lúc này đã già và qua đời sau đó) và cháu nội của ông. Người cháu này và hậu duệ đã trở thành một gia tộc làm người hầu cho Yêu Tinh nhiều thế hệ.
Suốt 900 năm, Yêu Tinh luôn đi tìm cô dâu trong lời nguyền để kết thúc cuộc sống bất tử đau khổ của mình. Một đêm, anh đã cứu sống một phụ nữ mang thai sắp tử vong vì đã tới số. Người phụ nữ sinh ra một bé gái là Ji Eun-tak (Kim Go - eun). Ji Eun-tak có một vết bớt dấu hiệu là cô dâu của Yêu Tinh và có khả năng nhìn thấy hồn ma.
Wang Yeo ở thời hiện đại đã trở thành một Sứ giả Địa ngục và mất đi ký ức kiếp trước. Yoo Deok Hwa (đứa cháu trong gia tộc người hầu Yêu Tinh) đã được thần thánh mượn thân xác và cho Wang Yeo thuê nhà Yêu Tinh để ở trong 20 năm. Trong ngày sinh nhật 19 tuổi của Ji Eun-tak (2016), vì quá khổ cực trước cuộc sống mồ côi và bị ngược đãi bởi người dì, cô đã cầu nguyện, thổi nến khiến Yêu Tinh xuất hiện. Ji Eun-tak có thể nhìn thấy thanh kiếm, có thể gọi Yêu Tinh bằng việc thổi nến. Ji Eun-tak khẳng định mình là cô dâu của Yêu Tinh.
Cuộc gặp gỡ của Kim Shin và Ji Eun-tak viết nên một câu chuyện tình buồn khi mà Kim Shin sẽ chết đi như mong muốn của anh nếu tìm thấy cô dâu loài người.
 Ngoài ra chuyện tình suốt 4 kiếp của Wang Yeo và Kim Sun (Yoo In-na) vốn là em gái của Kim Shin cũng là một chuyện tình buồn khi các vị thần muốn trừng phạt những lỗi lầm mà Wang Yeo gây ra trong kiếp trước.

## Nhận xét khách quan
Nhiều người coi phim nhận thấy rằng nhân vật Kim Shin được gọi là Yêu Tinh nhưng lại có gì đó giống như một vị thánh trong văn hóa phương Đông hơn chứ không hề giống Yêu Tinh, thường thì những vị tướng ngày xưa sau khi chết mà họ thiêng (theo cách gọi của người Đông Á) họ sẽ không bị gọi là Yêu Tinh mà sẽ trở thành một vị Thần Thánh được nhân dân tôn thờ. Do đó, nguyên gốc Hàn Quốc thì phim có tên là Dokkaebi.

## Diễn viên

### Diễn viên chính
- Gong Yoo vai Kim Shin.[6]

Một yêu tinh bất tử bảo vệ các linh hồn và tìm kiếm cô dâu của mình, người duy nhất có thể rút được thanh kiếm mà Yêu tinh đã bị đâm trước đó. Khi thanh kiếm được gỡ bỏ cũng là lúc Kim Shin trở thành cát bụi và trở về hư không nhưng câu chuyện vẫn chưa dừng lại ở đó, tình yêu giữa cặp đôi yêu tinh như một sợi dây gắn kết giữa hai người họ. Kim Shin như một vị thần đem lại may mắn cho con người, ngoài ra anh ta có những siêu năng lực khác như có thể dịch chuyển khắp các mọi nơi thông qua bất kỳ cánh cửa nào,biểu lộ cảm xúc của mình theo thời tiết (buồn: mưa, vui: hoa đào nở,...) ngoài ra Kim Shin còn có khả năng đóng băng thời gian, luộc trứng gà bằng lửa từ bàn tay,nhìn vào tương lai và cứu sống người sắp chết.
- Lee Dong-wook vai Wang Yeo.[7]

Một Sứ giả địa ngục 300 năm tuổi mất trí nhớ, và không có tên luôn muốn tìm lại ký ức trong kiếp trước của mình.
Có khả năng xóa đi ký ức của con người ngoại trừ Cô dâu của Yêu tinh. Là người có thể nhìn vào kiếp trước của một người bằng cách chạm vào bàn tay của họ. Là hóa thân của Wang Yeo, một vị vua triều đại Goryeo  đã ra lệnh giết Kim Shin vì tội phản quốc và kết án toàn bộ gia đình Kim Shin phải chết do sự xúi giục của một tên gian thần là Park Joong Heon. Wang Yeo đã vô tình bật khóc khi anh gặp Sunny (chuyển kiếp của hoàng hậu Kim Sun) khi gặp mặt lần đầu tiên và khi nhìn thấy bức tranh vẽ Kim Sun do chính mình vẽ nên trong kiếp trước.
- Kim Go-eun vai Ji Eun-tak.
  - Han Seo-jin vai Ji Eun-tak thời thơ ấu.

Cô dâu của Yêu tinh, một học sinh trung học lạc quan. Là một trong hai Linh hồn thất lạc mà Thần chết tìm kiếm.
Cô được sinh ra bởi lòng thương xót từ Yêu tinh. Yêu tinh đã cứu mẹ cô khỏi cái chết trong khi đang mang thai cô. Nó để lại một vết bớt hình nhánh hoa đào trên vai cô, một dấu hiệu cho thấy cô đã được định để làm vợ của Yêu tinh. Mẹ cô qua đời khi cô mới 9 tuổi, cô cố gắng sống cùng dì cho đến khi cô 19 tuổi. Cô có khả năng nhìn thấy và nói chuyện với linh hồn người chết. Là người duy nhất không bị ảnh hưởng từ siêu năng lực của Yêu tinh và Thần chết, cô có thể đi qua cánh cửa cùng Yêu tinh.
- Yoo In-na vai Kim Sun, còn được gọi là Sunny.[8]

Cô gái với vẻ ngoài hấp dẫn là chủ của một cửa hàng gà và làm Thần chết phải lòng từ lần đầu gặp mặt. Kim Sun là em gái của Yêu tinh Kim Shin và là Hoàng hậu triều đại Goryeo. Sunny là kiếp sau của Kim Sun. Kim Sun đã bị giết cùng với gia tộc của Kim Shin.
- Yook Sung-jae vai Yoo Deok-hwa.[9]
  - Jung Ji-hoon vai Yoo Deok-hwa thời thơ ấu.

Là một người thừa kế cứng đầu nhưng tốt bụng và là cháu trai duy nhất của nhà tài phiệt họ Yoo. Sau khi được ông nội thuyết phục, anh hứa hẹn sẽ luôn là người bạn đồng hành và chăm sóc yêu tinh. Thỉnh thoảng, Thần cũng mượn cơ thể Deok-hwa để nói chuyện với Yêu Tinh, Thần chết và Samshin

### Diễn viên phụ
- Lee El vai Samshin
- Hwang Seok-jeong
- Kim Sung-kyum vai ông nội của Deokhwa
- Choi Ri vai Kyung Mi, bạn của Eun-tak
- Jo Woo-jin vai thư ký Kim
- Kim Min-young vai Soo-jin, bạn của Eun-tak
- Ko Bo-Gyeol
- Lee Moon-soo
- Yoon Kyung-ho
- Park Jin-woo
- Yoon Joo-man
- Kim Byung-Chul vai cánh tay phải của nhà vua
- Yum Hye-ran vai dì của Eun-tak
- Jung Yeong-gi
- Choi Woong
- Yoon Da-kyung
- Kim Nan-hee
- Kim Chang-hwan
- Kim Hyun-bin
- Nam Da-reum
- Kim Sung-gyum
- Hwang Suk-jung
- Kim Ian
- Jo In-woo

### Khách mời
- Park Hee-bon vai mẹ Euntak (Tập 1, 7)
- Kim Min-jae vai Wang Yeo lúc trẻ (Tập 1, 7, 8, 9, 10, 11, 12, 13)[10]
- Kim So-hyun vai Kim Sun lúc trẻ (Tập 1, 7, 8, 9, 10, 11, 12, 13)[11][12]
- Kwak Dong-yeon[13]
- Jung Hae In trong vai Choi Tae-hee, mối tình đầu của Ji Eun-tak's (Tập 7, 8)

## Sản xuất

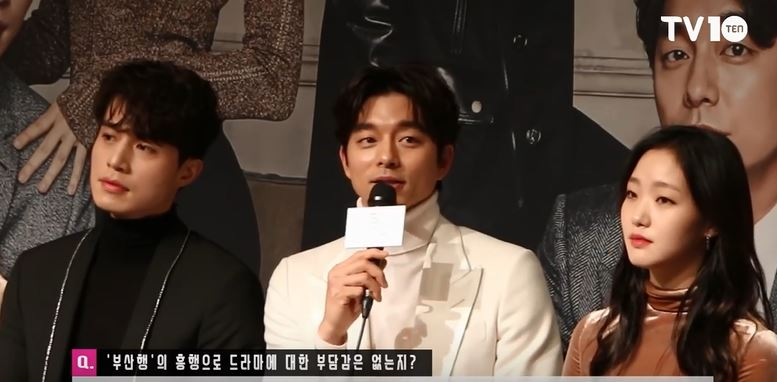
Lee, Gong and Kim at the drama's press conference, November 2016

Kịch bản phim được viết bởi Kim Eun-sook, những tác phẩm nổi tiếng của cô phải kể đến Những người thừa Kế (2013) và Hậu Duệ Mặt Trời (2016). Bộ phim đánh dấu lần hợp tác thứ hai của biên kịch Kim cùng đạo diễn Lee Eun-bok sau Hậu duệ mặt trời. 
Buổi đọc kịch bản đầu tiên được tổ chức tại Nuri Dream Square ở Sangam-dong, Seoul, Hàn Quốc vào ngày 30 tháng 8 năm 2016. Các phân cảnh cổ trang được quay tại Gimje, phía bắc tỉnh Jeolla, Hàn Quốc. Cảnh nghĩa trang được quay tại Quebec, Canada vào tháng 10.

## Nhạc phim

### Phần 1
| STT              | Nhan đề                | Nghệ sĩ               | Thời lượng |
| ---------------- | ---------------------- | --------------------- | ---------- |
| 1.               | "Stay With Me"         | Chanyeol (EXO), Punch | 03:13      |
| 2.               | "Stay With Me" (Inst.) |                       | 03:13      |
| Tổng thời lượng: | Tổng thời lượng:       | Tổng thời lượng:      | 06:26      |

### Phần 2
| STT              | Nhan đề                    | Nghệ sĩ          | Thời lượng |
| ---------------- | -------------------------- | ---------------- | ---------- |
| 1.               | "My Eyes" (내 눈에만 보여) | 10cm             | 02:37      |
| 2.               | "My Eyes" (Inst.)          |                  | 02:37      |
| Tổng thời lượng: | Tổng thời lượng:           | Tổng thời lượng: | 05:14      |

### Phần 3
| STT              | Nhan đề          | Nghệ sĩ          | Thời lượng |
| ---------------- | ---------------- | ---------------- | ---------- |
| 1.               | "Hush"           | Lasse Lindh      | 04:20      |
| Tổng thời lượng: | Tổng thời lượng: | Tổng thời lượng: | 04:20      |

### Phần 4
| STT              | Nhan đề             | Nghệ sĩ          | Thời lượng |
| ---------------- | ------------------- | ---------------- | ---------- |
| 1.               | "Beautiful"         | Crush            | 3:48       |
| 2.               | "Beautiful" (Inst.) |                  | 3:48       |
| Tổng thời lượng: | Tổng thời lượng:    | Tổng thời lượng: | 7:36       |

### Phần 5
| STT              | Nhan đề                             | Nghệ sĩ          | Thời lượng |
| ---------------- | ----------------------------------- | ---------------- | ---------- |
| 1.               | "You Are So Beautiful" (이쁘다니까) | Eddy Kim         | 03:16      |
| 2.               | "You Are So Beautiful" (Inst.)      |                  | 03:16      |
| Tổng thời lượng: | Tổng thời lượng:                    | Tổng thời lượng: | 06:32      |

### Phần 6
| STT              | Nhan đề               | Nghệ sĩ          | Thời lượng |
| ---------------- | --------------------- | ---------------- | ---------- |
| 1.               | "Who Are You"         | Sam Kim          | 04:16      |
| 2.               | "Who Are You" (Inst.) |                  | 04:16      |
| Tổng thời lượng: | Tổng thời lượng:      | Tổng thời lượng: | 08:32      |

### Phần 7
| STT              | Nhan đề              | Nghệ sĩ          | Thời lượng |
| ---------------- | -------------------- | ---------------- | ---------- |
| 1.               | "I Miss You"         | Soyou (Sistar)   | 02:50      |
| 2.               | "I Miss You" (Inst.) |                  | 02:50      |
| Tổng thời lượng: | Tổng thời lượng:     | Tổng thời lượng: | 05:40      |

### Phần 8
| STT              | Nhan đề              | Nghệ sĩ          | Thời lượng |
| ---------------- | -------------------- | ---------------- | ---------- |
| 1.               | "First Snow" (첫 눈) | Jung Joon Il     | 04:57      |
| 2.               | "First Snow" (Inst.) |                  | 04:57      |
| Tổng thời lượng: | Tổng thời lượng:     | Tổng thời lượng: | 09:54      |

### Phần 9
| STT              | Nhan đề                                                         | Nghệ sĩ          | Thời lượng |
| ---------------- | --------------------------------------------------------------- | ---------------- | ---------- |
| 1.               | "I Will Go to You Like the First Snow" (첫눈처럼 너에게 가겠다) | Ailee            | 03:50      |
| 2.               | "I Will Go to You Like the First Snow" (Inst.)                  |                  | 03:50      |
| Tổng thời lượng: | Tổng thời lượng:                                                | Tổng thời lượng: | 07:40      |

### Phần 10
| STT              | Nhan đề          | Nghệ sĩ          | Thời lượng |
| ---------------- | ---------------- | ---------------- | ---------- |
| 1.               | "Wish" (소원)    | Urban Zakapa     | 03:56      |
| 2.               | "Wish" (Inst.)   |                  | 03:56      |
| Tổng thời lượng: | Tổng thời lượng: | Tổng thời lượng: | 07:52      |

### Phần 11
| STT              | Nhan đề            | Nghệ sĩ                   | Thời lượng |
| ---------------- | ------------------ | ------------------------- | ---------- |
| 1.               | "And I'm here"     | Kim Kyung Hee (April 2nd) | 04:08      |
| 2.               | "Winter is coming" | Han Soo Ji                | 02:30      |
| 3.               | "Stuck in love"    | Kim Kyung Hee (April 2nd) | 02:39      |
| Tổng thời lượng: | Tổng thời lượng:   | Tổng thời lượng:          | 09:17      |

### Phần 12
| STT              | Nhan đề          | Nghệ sĩ                            | Thời lượng |
| ---------------- | ---------------- | ---------------------------------- | ---------- |
| 1.               | "HEAVEN"         | Roy Kim, Kim EZ (GGot Jam Project) | 04:20      |
| 2.               | "HEAVEN" (Inst.) |                                    | 04:20      |
| Tổng thời lượng: | Tổng thời lượng: | Tổng thời lượng:                   | 08:40      |

### Phần 13
| STT              | Nhan đề          | Nghệ sĩ          | Thời lượng |
| ---------------- | ---------------- | ---------------- | ---------- |
| 1.               | "LOVE"           | Mamamoo          | 02:58      |
| 2.               | "LOVE" (Inst.)   |                  | 02:58      |
| Tổng thời lượng: | Tổng thời lượng: | Tổng thời lượng: | 05:56      |

### Phần 14
| STT              | Nhan đề                   | Nghệ sĩ            | Thời lượng |
| ---------------- | ------------------------- | ------------------ | ---------- |
| 1.               | "Round and Round"         | Heize & Han Soo-ji | 03:22      |
| 2.               | "Round and Round" (Inst.) |                    | 03:22      |
| Tổng thời lượng: | Tổng thời lượng:          | Tổng thời lượng:   | 06:44      |

## Tỉ suất người xem
Trong bảng dưới đây, số màu xanh chỉ tỉ suất người xem thấp nhất, số màu đỏ chỉ tỉ suất người xem cao nhất.
| Tập #              | Ngày phát sóng       | Bình quân khán giả  | Bình quân khán giả  | Bình quân khán giả |
| Tập #              | Ngày phát sóng       | AGB Nielsen Ratings | AGB Nielsen Ratings | TNmS Ratings       |
| Tập #              | Ngày phát sóng       | Toàn quốc           | Seoul               | TNmS Ratings       |
| ------------------ | -------------------- | ------------------- | ------------------- | ------------------ |
| 1                  | 2 tháng 12 năm 2016  | 6,322%              | 7,540%              | 6,7%               |
| 2                  | 3 tháng 12 năm 2016  | 7,904%              | 10,024%             | 8,1%               |
| 3                  | 9 tháng 12 năm 2016  | 12,471%             | 14,274%             | 12,0%              |
| 4                  | 10 tháng 12 năm 2016 | 11,373%             | 13,768%             | 12,7%              |
| 5                  | 16 tháng 12 năm 2016 | 11,507%             | 12,075%             | 14,0%              |
| 6                  | 17 tháng 12 năm 2016 | 11,618%             | 14,772%             | 13,0%              |
| 7                  | 23 tháng 12 năm 2016 | 12,297%             | 13,993%             | 13,5%              |
| 8                  | 24 tháng 12 năm 2016 | 12,344%             | 14,748%             | 11,6%              |
| 9                  | 30 tháng 12 năm 2016 | 12,933%             | 13,333%             | 14,6%              |
| 10                 | 31 tháng 12 năm 2016 | 12,702%             | 14,551%             | 13,3%              |
| 11                 | 6 tháng 1 năm 2017   | 13,894%             | 15,749%             | 14,8%              |
| 12                 | 7 tháng 1 năm 2017   | 13,712%             | 15,680%             | 14,6%              |
| 13                 | 13 tháng 1 năm 2017  | 14,254%             | 16,525%             | 15,3%              |
| 14                 | 20 tháng 1 năm 2017  | 16,043%             | 17,767%             | 16,3%              |
| 15                 | 21 tháng 1 năm 2017  | 16,917%             | 18,829%             | 19,6%              |
| 16                 | 21 tháng 1 năm 2017  | 18,680%             | 20,986%             | 19,6%              |
| Tỉ suất trung bình | Tỉ suất trung bình   | 12.811%             | 14.663%             | 13.7%              |
| Tập đặc biệt       | 14 tháng 1 năm 2017  | 9.427%              | 11.786%             | 9.1%               |
| Tập đặc biệt       | 3 tháng 2 năm 2017   | 3.606%              | 5.050%              | 3.9%               |
| Tập đặc biệt       | 4 tháng 2 năm 2017   | 4.075%              | 5.582%              | 4.2%               |

Lưu ý: Bộ phim được phát sóng trên kênh truyền hình cáp / trả phí nên có lượng người xem thấp hơn các kênh truyền hình công cộng (KBS, SBS, MBC, EBS).

## Giải thưởng và đề cử
| Năm  | Giải thưởng                     | Hạng mục                           | Đề cử                              | Kết quả   | Chú thích |
| ---- | ------------------------------- | ---------------------------------- | ---------------------------------- | --------- | --------- |
| 2017 | 1st Korea Brand Awards          | Special Award                      | Guardian: The Lonely and Great God | Đoạt giải | [ 35 ]    |
| 2017 | Asian Television Awards         | Phim bộ hay nhất                   | Yêu tinh                           | Đề cử     |           |
| 2017 | Giải thưởng nghệ thuật Baeksang | Nam diễn viên chính xuất sắc nhất  | Gong Yoo                           | Đoạt giải |           |
| 2017 | Giải thưởng nghệ thuật Baeksang | Phim chính kịch hay nhất           | Yêu tinh                           | Đề cử     |           |
| 2017 | Giải thưởng nghệ thuật Baeksang | Nữ diễn viên chính xuất sắc nhất   | Kim Go-eun                         | Đề cử     |           |
| 2017 | Giải thưởng nghệ thuật Baeksang | Best Screenplay                    | Kim Eun-sook                       | Đề cử     |           |
| 2017 | Korea Drama Awards              | Best Drama                         | Yêu tinh                           | Đoạt giải |           |
| 2017 | Korea Drama Awards              | Diễn viên mới xuất sắc nhất        | Yook Sung-Jae                      | Đoạt giải |           |
| 2017 | Korea Drama Awards              | Hot Star Award                     | Yook Sung-Jae                      | Đề cử     |           |
| 2017 | Korea Drama Awards              | Popular Character Award            | Kim Byung-chul                     | Đề cử     | [ 36 ]    |
| 2017 | Korea Drama Awards              | Popular Character Award            | Park Kyung-hye                     | Đề cử     | [ 36 ]    |
| 2018 | Annual Soompi Awards            | Nam diễn viên phụ xuất sắc nhất    | Lee Dong-wook                      | Đoạt giải |           |
| 2018 | Annual Soompi Awards            | Nữ diễn viên phụ xuất sắc nhất     | Yoo In-na                          | Đoạt giải |           |
| 2018 | Annual Soompi Awards            | Diễn viên thần tượng xuất sắc nhất | Yook Sung-Jae                      | Đề cử     |           |
| 2018 | Annual Soompi Awards            | Best Couple                        | Gong Yoo & Kim Go-eun              | Đề cử     |           |
| 2018 | Annual Soompi Awards            | Nam diễn viên của năm              | Gong Yoo                           | Đề cử     |           |
| 2018 | Annual Soompi Awards            | Nữ diễn viên của năm               | Kim Go-eun                         | Đề cử     |           |

## Phát sóng quốc tế
- Ở Brunei, Hồng Kông, Indonesia, Malaysia và Singapore, bộ phim truyền hình phát sóng trên Oh! K có phụ đề. Nó được công chiếu vào ngày 03 tháng 12, 24 giờ sau khi phát sóng ban đầu tại Hàn Quốc.
- Tại Sri Lanka, Brunei, Malaysia và Maldives các tập phim của bộ phim được độc quyền trực tiếp trên Iflix trong vòng 24 giờ phát sóng tại Hàn Quốc với phụ đề tiếng Anh
- Tại Nhật Bản, bộ phim sẽ bắt đầu phát sóng vào tháng ba, 2017 trên Mnet Japan.[37]
- Bộ phim có sẵn theo yêu cầu trên VIU tại Hồng Kông, Singapore, Indonesia và Malaysia với tiếng Anh, Trung Quốc, Indonesia và phụ đề tiếng Malay.
- Ngoài châu Á, bộ phim được trên DramaFever và Viki  với phụ đề.
- Tại Thái Lan, bộ phim sẽ bắt đầu phát sóng vào đầu năm 2017 trên True4U.
- Tại Việt Nam, bộ phim được phát sóng trên kênh VTV9 từ tháng 8 năm 2017 và VTV5 Từ cuối tháng 11 năm 2019.